# Anna Gandlerová
Anna Gandlerová (* 5. ledna 2001 Hall in Tirol) je rakouská biatlonistka.
Biatlonu se věnuje od roku 2009. Ve světovém poháru debutovala v prosinci 2022, když v domácím Hochfilzenu obsadila ve sprintu 51. místo.
Ve své dosavadní kariéře nezvítězila ve světovém poháru v žádném individuálním ani kolektivní závodě. Jejím doposud nejlepší individuálním umístěním je páté místo ze závodu s hromadným startem z Canmore  z března 2024.
Jejím přítelem je francouzský biatlonista Émilien Claude.

## Výsledky

### Mistrovství světa a zimní olympijské hry
| Sezóna  | A  | Místo                | SP  | SZ  | HZ | IZ  | ŠT | SŠT | SZD | Věk    |
| ------- | -- | -------------------- | --- | --- | -- | --- | -- | --- | --- | ------ |
| 2022/23 | MS | Oberhof              | 49. | 29. | –  | 24. | 5. | –   | –   | 22 let |
| 2023/24 | MS | Nové Město na Moravě | 11. | 12. | 7. | 19. | 8. | 6.  | –   | 23 let |
| 2024/25 | MS | Lenzerheide          | 33. | DNS | –  | –   | –  | 17. | –   | 24 let |

Poznámka: Výsledky z olympijských her a mistrovství světa se do hodnocení světového poháru nezapočítávají.